# Univerzalno življenje
Univerzalno življenje (nemško: Universelles Leben) je eno izmed novih religioznih gibanj, včasih označeno za sekto. Sedež ima v Würzburgu v Nemčiji.

## Zgodovina
Duhovna voditeljica Gabriele Wittek v gibanju velja za prerokinjo in božjo glasnico. Njena razodetja veljajo za božja naročila, ki jih je treba izpolnjevati.
Leta 1971 je Gabriele Wittek po lastnih besedah doživela prva videnja, pozneje pa prejela notranjo besedo ter doživela razodetja Kristusa in Boga. Prvi krog pripadnikov se je začel zbirati v Würzburgu. Gibanje se je sprva imenovalo Heimholungswerk Jesu Christi (Delo vračanja domov Jezusa Kristusa), pripadniki pa prakristjani, vendar uradnega članstva ne poznajo. V prvih letih se je gibanje hitro širilo v nemškogovorečih deželah, Italiji in Španiji. Pozneje se je hitrost širjenja umirila, zajela pa je tudi druge države. Leta 1984 se je gibanje preimenovalo v Univerzalno življenje, pripadniki pa so ustanovili prva podjetja.

Na vprašanje "Kaj je Univerzalno življenje?" Gabriele Wittek odgovarja:
Po svoji preroški besedi je 1977. leta Kristus ustanovil na Zemlji Delo vračanja domov Jezusa Kristusa, Svoje Delo odrešenja, razsvetljevanja in vračanja. Vsem ljudem in dušam kaže pot nazaj k Bogu, v večno domovino. V več tisoč razodetjih posreduje Kristusov Božji Duh od 1977. leta naprej - prvič v zgodovini krščanstva - vseobsežno duhovno-Božje znanje, ki vsakemu človeku omogoča stopati po Notranji poti, po poti nazaj v večno bit.

## Nauk
Nauk temelji na razodetjih Gabriele Wittek, bibličnem Govoru na gori in desetih zapovedih. Po razodetju Gabriele Wittek Biblija vsebuje poneverbe. Cerkev naj bi izvirni krščanski nauk popačila. Brez pridržkov gibanje sprejema samo delo To je moja beseda - Alfa in Omega, ki ga je Gabriele Wittek priredila iz pisanja J.R. Ouseley-ja (1835-1906). Ljudje naj bi se prek mnogih reinkarnacij vračali k Bogu. Po nauku Univerzalnega življenja imajo tudi živali neumrljivo dušo, zato se morajo ljudje prehranjevati vegatarijansko. Pripadniki ne uživajo alkohola.

## Univerzalno življenje v Sloveniji
Verska skupnost Univerzalno življenje je v Sloveniji od leta 1991 pod zaporedno številko 17 vpisana v evidenco oz. register cerkva in drugih verskih skupnosti, ki ga vodi Urad za verske skupnosti. Njen zastopnik je bil od 23.2.2010 do 12. 5. 2015 Peter Gabrovec, od 13. 5. 2015 pa je njena zastopnica Jožica Trefalt.
Po besedah Petra Gabrovca je verska skupnost Univerzalno življenje v Sloveniji "duhovni boter Društva za zaščito ustave in žrtve cerkve in Društva za osvoboditev živali in njihove pravice".
Eden najbolj vidnih pripadnikov Univerzalnega življenja v Sloveniji je Vlado Began, ki je svojo versko skupnost zastopal na posvetih predstavnikov verskih skupnosti pri Uradu za verske skupnosti vlade Republike Slovenije.
Vlado Began je bil tudi eden izmed pobudnikov peticije za ločitev Cerkve od države leta 2012, ko je Tiskovni urad Slovenske škofovske konference izjavil, da pobudniki peticije izhajajo "iz krogov verske skupnosti mednarodnih razsežnosti z imenom Univerzalno življenje, ki je znana po svojem militantnem odnosu do Katoliške cerkve", in da podpisov na osnovi "manipulativne kampanje, necelovitega prikaza in neargumentiranih informacij ni bilo težko zbrati". Stališča koalicije so zato ocenili kot "spodbujanje nestrpnosti do Katoliške cerkve, ki je največja dobrodelna, vzgojno-izobraževalna, prostovoljska in kulturnovarstvena zasebna organizacija v Sloveniji".
Peter Gabrovec se je v imenu verske skupnosti Univerzalno življenje na to izjavo Slovenske škofovske konference odzval: "Univerzalno življenje ni militantno do nikogar, tako niti do Katoliške cerkve".
Že leta 2007 je Peter Gabrovec v imenu verske skupnosti Univerzalno življenje zanikal nekatere trditve dr. Vinka Škafarja v tedniku Družina, ni pa zanikal Škafarjeve trditve, da pripadniki verske skupnosti Univerzalno življenje "zelo agresivno napadajo tradicionalne velike Cerkve: katoliško, protestantsko in pravoslavno".